# Micro Focus
Micro Focus International plc è una società multinazionale britannica di software e tecnologia dell'informazione con sede a Newbury, Berkshire, Inghilterra.
L'azienda fornisce software e consulenza. La società è quotata alla Borsa di Londra ed è un componente dell'indice FTSE 250.

## Storia
La società è stata fondata nel 1976. Nel 1981, è diventata la prima azienda a vincere il Queen's Award for Industry esclusivamente per lo sviluppo di un prodotto software. Il prodotto era CIS COBOL, un'implementazione COBOL conforme agli standard per i microcomputer. Il logo Micro Focus intorno al 1985. Nel 1998, la società ha acquisito Intersolv Inc, un'azienda abilitante per le applicazioni, per 534 milioni di dollari e l'attività combinata è stata rinominata Merant. Lo stesso anno la società acquisì XDB Systems con il loro sistema di gestione di database relazionale XDB Enterprise Server. Nel 2001 l'attività è stata sciolta da Merant con l'aiuto di Golden Gate Capital Partners e ancora una volta è diventata Micro Focus. È stato quotato alla Borsa di Londra nel 2005.
Nel giugno 2008, la società ha acquisito la società israeliana NetManage, quotata al NASDAQ, per 73,3 milioni di dollari.
Nel luglio 2008, la società ha acquisito la società privata Liant Software Corporation di Austin, Texas, per le sue linee di prodotti RM / COBOL e PL / I. Liant Software possedeva le attività di Ryan-McFarland Corporation, un concorrente di Micro Focus negli anni '80.
Nel luglio 2009, la società ha acquisito Borland, uno sviluppatore di strumenti per la gestione del ciclo di vita delle applicazioni, nonché la parte relativa alle soluzioni di qualità di Compuware, incluso lo strumento di automazione TestPartner.
Nel 2011, la società ha affermato che la polizia del New South Wales e altre agenzie stavano usando 16 500 copie del suo software ViewNow su vari computer quando la polizia e altre agenzie avevano diritto a 6.500 licenze. Il gruppo inizialmente ha dichiarato danni per $ 10 milioni, ma in seguito è aumentato a $ 12 milioni dopo aver esaminato i risultati di una verifica ordinata dal tribunale dei sistemi informatici delle forze di polizia. Durante i procedimenti giudiziari, le forze di polizia hanno sostenuto di aver pagato per una licenza del sito che le autorizzava a installare un numero illimitato di software per tutti i suoi ufficiali. Nonostante ciò, ha risolto la questione in via stragiudiziale nel 2012, per una somma non divulgata. Le altre agenzie avevano precedentemente risolto la questione in via stragiudiziale, anche per somme non divulgate.
Nel dicembre 2013, Micro Focus ha acquisito le linee di prodotti software Orbix, Orbacus e Artix da Progress Software. Queste implementazioni leader del mercato dello standard CORBA sono state originariamente sviluppate da IONA Technologies.
Il 15 settembre 2014, Micro Focus ha annunciato che avrebbe acquisito The Attachmate Group per $ 1,2 miliardi di azioni, che gli avrebbero conferito la proprietà delle linee di prodotti Attachmate, NetIQ, Novell e SUSE. La società madre di Attachmate Wizard Parent LLC, composta dai gruppi di investimento Elliott Management Corporation, Francisco Partners, Golden Gate Capital e Thoma Bravo, deterrà una partecipazione del 40% nella fase post acquisizione di Micro Focus.
Nel 2015, Micro Focus ha acquisito Authasas, che produce middleware di autenticazione.
Il 22 marzo 2016, Micro Focus ha annunciato l'intenzione di acquisire Serena Software, per un valore di $ 540 milioni. L'acquisizione è stata completata il 2 maggio 2016.
Il 7 settembre 2016, Micro Focus ha annunciato l'intenzione di fondersi con il segmento di attività del software di Hewlett Packard Enterprise. L'acquisizione è stata completata il 1 ° settembre 2017.
Il 4 ottobre 2016, Micro Focus ha annunciato di aver acquisito Gwava Inc., un'azienda di archiviazione di informazioni aziendali.
Il 19 marzo 2018, le azioni Micro Focus sono scese del 55% a 849 p dopo che la società aveva avvertito di un forte calo delle entrate; il suo amministratore delegato, Chris Hsu, si è dimesso.
Il 2 luglio 2018 è stato annunciato che Micro Focus avrebbe venduto il proprio segmento di attività SUSE ai partner EQT per $ 2,535 miliardi.
Dal 1º febbraio 2023, l'azienda è divenuta parte del gruppo canadese OpenText.

### Liant Software Corporation
Liant Software Corporation è stata fondata nel 1983.
Questa società era una conseguenza della partnership a 3 vie denominata Digitek e un successore di nome Ryan-McFarland Corporation, che fu venduto a una società australiana di nome Austec. Lo vendettero a una società denominata Language Processors, Inc - in seguito ribattezzata Liant Software Corporation. Quest'ultimo è stato acquisito da Micro Focus International. Liant pubblicizzava ancora il suo prodotto Open PL / I nel 1995.

### Ryan-McFarland Corporation
Dave McFarland e Don Ryan, entrambi con esperienza in Digitek, hanno co-fondato Ryan-McFarland Corporation.
Ryan-McFarland è stata una delle principali fonti di FORTRAN, COBOL e BASIC nell'arena dei PC.